# Придоли (Чешки Крумлов)
Придоли (чеш. Přídolí) је насељено мјесто са административним статусом варошице (чеш. městys) у округу Чешки Крумлов, у Јужночешком крају, Чешка Република.

## Становништво
Према подацима о броју становника из 2014. године насеље је имало 678 становника.